# Sistema digital de controle distribuído
O Sistema digital de controle distribuído ou SDCD é um arranjo onde uma série de equipamentos de controle digital são distribuídos no chão de fábrica, tendo como função primordial o aperfeiçoamento do controle de processos industriais, de forma a permitir uma otimização da produtividade, estruturada na diminuição de custos de produção, melhoria na qualidade dos produtos, precisão das operações das máquinas, segurança operacional, entre outros. 
Ele é composto basicamente por um conjunto integrado de dispositivos que se completam no cumprimento das suas diversas funções - o sistema controla e supervisiona o processo produtivo da unidade. Utilizam-se técnicas de processamento digitais (discreto) em oposição ao analógico (contínuo), com o objetivo de proporcionar uma manutenção no comportamento de um referido processo na planta da indústria, dentro de parâmetros já estabelecidos. 
O sistema é dotado de processadores e redes redundantes e permite uma descentralização do processamento de dados e decisões, através do uso de unidades remotas na planta. Além disso, o sistema oferece uma interface homem-máquina (IHM) que permite o interfaceamento com controladores lógicos programáveis (CLP), controladores PID, equipamentos de comunicação digital e sistemas em rede. É através das Unidades de Processamento, distribuídas nas áreas, que os sinais dos equipamentos de campo são processados de acordo com a estratégia programada. Estes sinais, transformados em informação de processo, são atualizados em tempo real nas telas de operação das Salas de Controle. Exemplos de aplicações incluem:
- Usinas de geração elétrica e redes de abastecimento elétrico
- Sistemas de máquinas e motores eletromecânicos
- Semáforos
- Sinais de radio
- Sistemas de tratamento de água
- Refinarias de petróleo
- Usinas químicas
- Indústria farmacêutica
- Redes de sensores
- Navios de transporte de carga seca a granel e Petroleiro

## Elementos
O sistema tipicamente é dotado de processadores personalizados, que são usados como controladores, usa redes redundantes, que podem ser tanto proprietárias quando obedecer protocolos padronizados. Os processadores recebem informação dos módulos de entrada e enviam para os módulos de saída. Os módulos de entrada recebem informação dos instrumentos de entrada, que estão no processo (também chamado de campo), enquanto os módulos de saída se comunicam com os atuadores do campo. Barramentos computacionais ou elétricos (busbar). Os barramentos também conectam os controladores distribuídos com um centro de controle, que finalmente é conectado a uma interface homem-máquina (IHM), que permite visualizar as dados e informações do processo, em tempo real. Também é comum a existência de estações de operação local, distribuídas pela planta, caso haja uma falha na central de controle, essas estações assumem suas funcionalidades e caso uma dessas estações falhe, outras assumem as funcionalidades desta, isto provê um grau maior de redundância e confiabilidade.
Os elementos do SDCD podem estar conectados diretamente com equipamento físico, como interruptores, bombas, motores e válvulas, ou pode trabalhar através de um sistema intermediário, como por exemplo o sistema SCADA.

## Aplicação
SDCD são sistemas dedicados, usados no controle de processos de manufatura de natureza tanto continua quando orientada por lotes, como por exemplo, refino de petróleo, petroquímicas, usinas elétricas, farmacêuticas, indústria de alimentos e bebidas, produção de cimento, metalurgia e industria de papel. SDCD são conectados a sensores e atuadores e usam controle por setpoint para controlar o fluxo de material através da planta. Um dos exemplos mais comuns de sistema de controle por setpoint consiste em um sensor de pressão, controlador e válvula de controle. A medida de pressão é enviada ao controlador, quando o valor medido alcança certo ponto, o controlador induz a válvula ou atuador a abrir ou fechar ate que a pressão atinja o valor do setpoint. Grandes refinarias de petróleo podem ter vários milhares de pontos de I/O e empregar SDCD bastante amplos. Os processos não se restringem ao fluxo fluídico através de canos, mas pode se estender à maquinas de fabricação de papel e sua velocidade, centros de controle de motores, fornos de clinquerização de cimento, operações de mineração, processamento de minério, entre muitos outros.
Um SDCD típico consiste em controladores digitais distribuídos por função ou localização geográfica, capazes de executar de 1 ate 256 funções de controle em uma caixa de controle. Os dispositivos de I/O podem estar inclusos no controlador ou remotos, através de uma rede. Os controladores contemporâneos possuem alta capacidade computacional, e além de controle proporcional, integral e derivativo(PID), geralmente podem realizar controle continuo e seqüencial.
SDCD podem empregar uma ou mais estações de trabalho(PCs, por exemplo) e podem ser configurados através delas ou de um PC. Comunicação local é realizada através de uma rede de cabo de par trançado, coaxial ou de fibra óptica. Um servidor e/ou processador de aplicações pode ser incluso no sistema com o intuito de adicionar capacidade computacional extra assim como de coleta de dados e de gerar relatórios.

## Historia

### Décadas de 60 e 70: A era inicial
Minicomputadores primitivos foram usados no controle de processos industriais desde o começo dos anos 60. O IBM 1000, por exemplo, era um computador que possuía hardware de I/O para captar sinais de processo da planta. 
O primeiro computador para controle industrial foi construído em 1959, na Refinaria Texaco Port Arthur, Texas, com um RW-300 da companhia Ramo-Wooldridge.
O SDCD foi introduzido em 1975. A Honeywell e a firma de engenharia elétrica japonesa Yokogawa produziram independentemente e introduziram seus SDCD na mesma época, com os sistemas TDC 2000 e CENTUM, respectivamente. A Bristol dos Estados Unidos também lançou seu controlador universal UCS 3000 em 1975. em 1980, a Bailey (agora parte da ABB) introduziu o sistema NETWORK 90. também em 1980, a companhia Fisher & Porter (agora também parte da ABB) introduziu o DCI-400(DCI significa Distributed Control Instrumentation, instrumentação de controle distribuída 
Os SDCD se tornaram famosos em virtude da crescente disponibilidade de microcomputadores e da proliferação de microprocessadores no mundo do controle de processos. Computadores já estavam sendo usados na automação de processos por algum tempo na forma de tanto controle digital direto (DDC, direct digital control) quanto controle por setpoint. No começo dos anos 70, a companhia Taylor Instruments (agora parte da ABB) desenvolveu o sistema 1010, Foxboro o sistema FOX1 e Bailey Controls o sistema 1055. todas essas eram aplicações de SDCD implementada com mini-computadores (DEC PDP 11, Varian Data Machines, MODCOMP etc.) e conectados a hardware de I/O proprietários. Controle sofisticado(para a época) tanto contínuo quanto em lotes, foi implementado dessa forma. Uma aproximação mais conservadora for o controle de Setpoint, aonde computadores supervisionavam clusters de controladores analógicos. Uma estação de trabalho com monitor CRT disponibilizava visibilidade ao processo, usando rústicos gráficos de caractere. A disponibilidade de uma interface gráfica (GUI) completamente funcional ainda estava bem distante.
Central ao modelo de SDCD foi a inclusão de controle por blocos de função (diagrama de blocos). Os blocos de função evoluíram dos conceitos básicos e primitivos do DDC de software baseado em tabelas. Uma das primeiras aparições do conceito de software orientado a objeto, os blocos de função eram blocos de código que emulavam componentes de controle(hardware) e realizavam tarefas que eram essenciais ao controle, como por exemplo a execução de algoritmos PID. Blocos de função continuam a ser o método de controle predominante por parte dos fornecedores de SDCD, e são suportados por tecnologias-chave como a Fieldbus Foundation.
Comunicação digital distribuída entre controladores, estações de trabalho e outros elementos computacionais (acesso p2p) era uma das principais vantagens do SDCD. A atenção era fortemente voltada à rede, que fornecia todas as tão-importantes linhas de comunicação, que para serem aplicadas em processos de controle tinham que incorporar funções especificas como determinismo e redundância. Como resultado, muitos fornecedores abraçaram o padrão de rede IEEE 802.4. Esta decisão tornou necessária uma onda de migrações, necessária quando a TI se moveu para o campo de automação industrial e o IEEE 802.3 prevaleceu sobre o IEEE 802.4 como a LAN para controle

### Década de 80: A era centralizada na rede
O SDCD trouxe a inteligência distribuída à planta e estabeleceu a presença de computadores e microprocessadores no controle de processo, mas ainda não forneceu o grau de abertura necessário para unificar os requisitos de recursos da planta. Em muitos casos o SDCD era meramente um reposição digital das mesmas funcionalidades fornecidas por controladores analógicos e painéis de visores. Isto foi incorporado no Modelo de referencia purdue (PRM- purdue reference model) que foi desenvolvido para definir as relações de gerencia de operações de produção. PRM depois foi usado como base para o padrão de atividades ISA95.
Na década de 80 os usuários começaram a olhar para o SDCD como mais que um sistema de controle básico. Um exemplo bastante antigo de SDCD de controle digital direto foi completado pela empresa australiana Midac em 1981-1982 usando hardware R-Tec criado na Austrália. O Sistema instalado na Universidade de Melbourne usava uma rede de comunicação serial, conectando os prédios do campus ate uma sala de controle. Cada unidade remota rodava 2 microprocessadores Z80, enquanto a sala de controle rodava 11, em configuração de processamento paralelo, que paginava memória comum para compartilhar tarefas e podia rodar ate 20.000 objetos de controle ao mesmo tempo. 
Acreditava-se que se uma maior abertura de dados fosse possível e um volume maior de dados pudesse ser compartilhado pela empresa, seria possível realizar coisas ainda maiores. A primeira tentativa de aumentar a abertura dos SDCD resultou na adoção do sistema operacional da época: UNIX. UNIX e sua tecnologia de rede TCP-IP foram desenvolvidos pelo departamento de defesa visando ser aberto, o que era precisamente o problema que as indústrias de processo contínuo estavam tentando resolver.
Isso resultou nos fornecedores também começando a adotar redes baseadas em Ethernet com suas camadas de protocolo proprietário. O padrão TPC/IP completo não foi implementado, mas o uso de Ethernet tornou possível implementar as primeiras instancias de gerencia de objeto e tecnologia de acesso global a dados. A Década de 80 também testemunhou os primeiros CLPs integrados à infra estrutura do SDCD. O primeiro fornecedor a adotar UNIX e tecnologias de rede Ethernet foi a Foxboro, que introduziu o sistema I/A Series em 1987 

### Década de 90: A era centralizada na aplicação
A busca pela abertura do sistema da década de 80 ganhou momento na década de 90, com a crescente adoção de software comercial pronto (COTS – commecial off-the-shelf) e padrões de TI. Provavelmente a maior transição deste período foi a de sair do SO UNIX para a plataforma Windows. Enquanto o reino de sistemas operacionais de tempo real (RTOS- real time operational system) para aplicações de controle continua dominado por variantes comerciais de tempo real do UNIX ou SOs proprietários, qualquer coisa acima de controle de tempo real realizou sua transição para Windows. 
A introdução da Microsoft no desktop e nas camadas de servidor resultou no desenvolvimento de tecnologias como a OLE for Process Control (OPC), que agora é um padrão de conectividade industrial. A tecnologia da Internet também começou a fazer sua marca na automação e o mundo do SDCD, com a maioria dos SDCD HMI suportando conectividade com a internet. A Década de 90 também ficou conhecida como a guerra do FielBus, aonde organizações rivais competiram para definir oque se tornaria o padrão fieldbus da IEC para comunicação digital com a instrumentação de campo, em vez das comunicações analógicas de 4-20 mA. A primeira instalação de Fieldbus ocorreu nessa década. No fim dessa década a tecnologia começou a desenvolver um momento significativo, com a consolidação do mercado em volta da Fieldbus Foundation e da Profibus PA. Alguns fornecedores criaram novos sistema do zero para  maximizar sua funcionalidade com o fieldbus, como a Honeywell com o Experion & Plantscape SCADA systems, ABB com o sistema 800xA, Emerson Process Management com o sistema de controle DeltaV, Siemens com o Simatic PCS7, e azbil da Yamatake com o sistema Harmonas-DEO 
O Impacto do COTS, porém, foi mais substancial na camada de hardware. Durante anos, o negocio principal dos fornecedores de SDCD era fornecer grandes quantidades de hardware, particularmente I/O e controladores. A proliferação inicial dos SDCD necessitou da instalação de quantidades enormes de hardware, a maioria dele criado integralmente pela fornecedora do SDCD. Componentes padronizados de fabricantes como Motorola e Intel, porém, tornou inviável, do ponto de vista financeiro, os fornecedores de SDCD continuarem a fabricar seus próprios componentes, estações de trabalho e hardware de rede.
Conforme os fornecedores realizaram sua transição para os componentes COTS. Eles também descobriram que o mercado de hardware estava encolhendo rápido. COTS não apenas diminuis os custos de manufatura mas também diminuiu os preços para o usuário final, que estavam começando a reclamar sobre os altos preços de hardware. Alguns fornecedores que anteriormente estavam fortemente conectados ao Mercado de CLPs, como a Rockwell Automation e Siemens, conseguiram alavancar sua expertise em manufatura de hardware de controle para adentrar ao mercado de SDCD com boas ofertas de custo/beneficio, enquanto a estabilidade/escalabilidade/confiabilidade e funcionalidade desses sistemas emergentes ainda estava sendo melhoradas. Os fornecedores de SDCD tradicionais introduziram novos SDCD no mercado, baseados nos mais recentes avanços em comunicação e nos padrões IEC, o que resultou em uma tendência de combinar as conceitos tradicionais de SDCD e CLP em uma só solução, chamada “Sistema de automação de processo”. As lacunas nos diversos sistemas permanecem em áreas tais como: integridade do banco de dados, funcionalidade da pré-engenharia, maturidade do sistema, transparência da comunicação e confiabilidade. Enquanto se espera que a razão custo/benefício se mantenha a mesma (o qual mais poderoso for o sistema, mas caro será), a realidade do negocio da automação normalmente é operar estrategicamente caso a caso. O próximo passo evolucionário é chamado de ‘Sistema Colaborativo de Automação de Processos’.
Os fornecedores também estavam percebendo que o mercado de hardware estava se tornando saturado. O ciclo de vida de componentes de hardware como I/O e cabeamento tipicamente vai de 15 a 20 anos, criando um mercado de substituições desafiador.  Muitos dos sistemas ais antigos que foram instalados nas décadas de 70 e 80 ainda estão em funcionamento, e existe um montante considerável de sistemas no mercado que estão se aproximando do termino de sua vida útil. Economias industriais desenvolvidas, na América do Norte, Europa e Japão, já possuem vários milhares de SDCDs instalados, e com poucas(se alguma) nova industria sendo construída, o mercado para novos hardwares esta transitando rapidamente para regiões menores e de rápido crescimento, como a china, América Latina e Europa Oriental.
Por causa dos encolhimento do mercado, fornecedores começaram a fazer a desafiadora transição do negocio baseado em hardware para o negocio baseado em software e serviços de agregação de valor. Esta é uma transição que continua sendo feita hoje em dia. O portfólio de aplicações oferecidas pelos fornecedores aumentou bastante nos últimos anos, incluindo áreas como gerenciamento de produção, controle baseado em modelo, otimização em tempo real, PAM(plant asset management), ferramentas de gerenciamento de performance em tempo real, gerenciamento de alarme, e muitas outras. Para obter o verdadeiro valor dessas aplicações, porém é necessário um volume considerável de serviços, que os fornecedores também provêem. 
Fornecedores de SDCD como a azbil, conhecida como serviços Yamatake também expandiram seu escopo, ao ponto que vários fornecedores podem agir como MACs (Main Automation Contractors), provendo um único centro de para a responsabilidade de um projeto relacionado a automação, trazendo, também, um maior grau de envolvimento entre os MACs e o usuário final, aumentando sua cooperação e conseqüentemente diminuindo as brechas operacionais que antes existiam, quando uma so empresa era responsável por todo o processo. 
1. ↑  JUNIOR, E.G. Introdução a sistemas de supervisão, controle e aquisição de dados - 1ª edição. São Paulo: Alta Books, 2019.